# Glenbrook Lagoon
Glenbrook Lagoon är en lagun i Australien. Den ligger i delstaten New South Wales, i den sydöstra delen av landet, omkring 56 kilometer väster om delstatshuvudstaden Sydney. 
I omgivningarna runt Glenbrook Lagoon växer huvudsakligen savannskog. Runt Glenbrook Lagoon är det tätbefolkat, med 397 invånare per kvadratkilometer. Genomsnittlig årsnederbörd är 1 267 millimeter. Den regnigaste månaden är februari, med i genomsnitt 216 mm nederbörd, och den torraste är juli, med 25 mm nederbörd.